# A hontalan hős
A hontalan hős (eredeti cím: The Last Command) 1928-ban bemutatott amerikai filmdráma, amelyet Josef von Sternberg rendezett. A produkciót két Oscar-díjra jelölték, melyből a legjobb férfi főszereplő kategóriában nyert.

## Cselekmény
A film egy orosz cári katonatisztről, Szergej Sándor (Sergeus Alexander) nagyhercegről (Emil Jannings) szól, aki börtönbe juttatja az elkötelezett forradalmár Leo Andrejevet (William Powell) megtartva annak szeretőjét Natasa Dabrovát (Evelyn Brent). A nő úgy tervezi, hogy megöli, de rájön, hogy a férfi legalább annyira őszintén szereti Oroszországot, mint ő. Mialatt segít Alexandernek a bolsevikok elől elmenekülni, megölik.
Évekkel később Sergeus Alexander nagy szegénységben él Hollywoodban. Egykori ellensége, Leo Andrejev, most rendező felismeri. Hogy megalázhassa, egy orosz tábornok szerepét adja neki egy csatajelenetben. Már a jelmezrészlegnél piszkálódnak vele, a viselni való egyenruhát és csizmákat a képébe hajítják. A jelenet szerint Alexander beszédet mond a katonáknak, de közben lassan elszakad a valóságtól. Újra a harcmezőn érzi magát, és szenvedélyesen szól katonáihoz, hogy harcoljanak Oroszországért. Végül túlerőlteti magát és meghal. Utolsó perceiben azt kérdezgeti, hogy megnyerték-e a csatát. A segédrendező megkérdezi a végén: „Ki volt ez az öreg ember? Nagyszerű színész volt.” Andrejev azt feleli: „Nagyszerű ember volt.”

## Főbb szereplők
| Színész          | Karakter                     |
| ---------------- | ---------------------------- |
| Emil Jannings    | Sergeus Alexander nagyherceg |
| Evelyn Brent     | Natasa Dabrova               |
| William Powell   | Leo Andrejev                 |
| Jack Raymond     | Segédrendező                 |
| Michael Visaroff | Serge                        |

## Oscar-díj
- Oscar-díj (1929)
  - Díj: legjobb férfi főszereplő – Emil Jannings
  - Jelölés: legjobb eredeti történet – Bíró Lajos

## Fordítás
Ez a szócikk részben vagy egészben  a   The_Last_Command (1928 film) című angol Wikipédia-szócikk fordításán alapul.  Az eredeti cikk szerkesztőit annak laptörténete sorolja fel. Ez a jelzés csupán a megfogalmazás eredetét és a szerzői jogokat jelzi, nem szolgál a cikkben szereplő információk forrásmegjelöléseként.